# Steffen Haars
Pour les articles homonymes, voir Haars.
Steffen Haars, né le 30 juillet 1980 à Maaskantje, est un réalisateur, producteur, scénariste, acteur et directeur de la photographie néerlandais.

## Carrière
Il est le frère aîné de l'acteur et présentateur Tim Haars.

## Filmographie
- 2001 : De Pulpshow (nl) : co-réalisé avec Flip van der Kuil
- 2003 : The Trip : co-réalisé avec Flip van der Kuil
- 2004 : Baby Blues
- 2007-2009 : New Kids : co-réalisé avec Flip van der Kuil[3]
- 2008 : Op vakantie : co-réalisé avec Flip van der Kuil
- 2010 : New Kids Turbo : co-réalisé avec Flip van der Kuil[4]
- 2011 : New Kids Nitro (nl): co-réalisé avec Flip van der Kuil[5]
- 2013 : Van God Los (nl) : co-réalisé avec Flip van der Kuil
- 2013 : Bro's Before Ho's (nl) : co-réalisé avec Flip van der Kuil[6]
- 2017 : Ron Goossens, Low Budget Stuntman (nl) : co-réalisé avec Flip van der Kuil[7]
- 2024 : Krazy House : co-réalisé avec Flip van der Kuil